# Białobrzezie

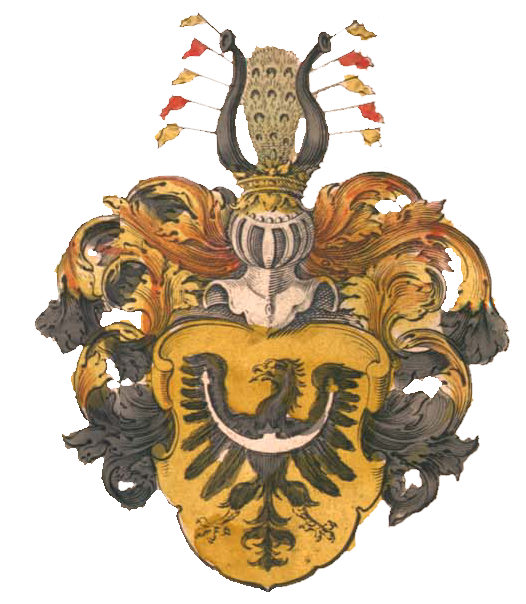
Herb księstwa śląskiego na dworze

Białobrzezie (niem.  Rothschloß) – wieś w Polsce położona w województwie dolnośląskim, w powiecie strzelińskim, w gminie Kondratowice. Leży na prawym brzegu rzeki Ślęzy.

## Podział administracyjny
W latach 1975–1998 miejscowość administracyjnie należała do województwa wrocławskiego.

## Położenie
We wsi znajduje się małe wzniesienie, którego wysokość bezwzględna wynosi 182 m. Wokół wsi znajdują się trzy małe lasy. Wieś bezpośredni graniczy z gminą Jordanów Śląski oraz  gminą Łagiewniki.

## Nazwa
Dawna nazwa wsi Rothschloss, wzięła swą nazwę od dworu, który jest pokryty czerwonym tynkiem.

## Zabytki
Do wojewódzkiego rejestru zabytków wpisany jest:
- zabytkowy zespół dworski, wybudowany w 1553 r., obejmuje dwór wraz z parkiem z XVIII-XIX w.:
  - dwór zbudowany pod koniec XV w., przebudowany w latach 1553-1560[5], być  może z inicjatywy piastowskiego księcia Jerzego II brzeskiego. W ryzalicie, nad dużym oknem zwieńczonym łukiem, umieszczonym na pierwszym piętrze, znajduje się kartusz  z piaskowca zawierający herb Piastów, poniżej inskrypcja VERBVM. DOMINI. MANET. IN. AETERNUM. 1553 [Słowo Pana trwa wiecznie]. Po dworze pozostały mury i częściowo stropy. Brak dachu powoduje rozpadanie się zabytku. Na ogrodzony obiekt obowiązuje zakaz wstępu, ponieważ aktualnie grozi zawaleniem.
  - park, zaniedbany, ma powierzchnię około 3,7 ha. W parku rosną trzy platany klonolistne, które są największymi drzewami w parku i mają obwody po około 5 m. Na drugim miejscu pod względem obwodu są dwa klony zwyczajne o obwodzie około 4 m. Poza tym można znaleźć również kasztanowce, topole czarne, lipy, buki, głogi i robinie. Na część drzew oraz na mury dworu wchodzi bluszcz pospolity.

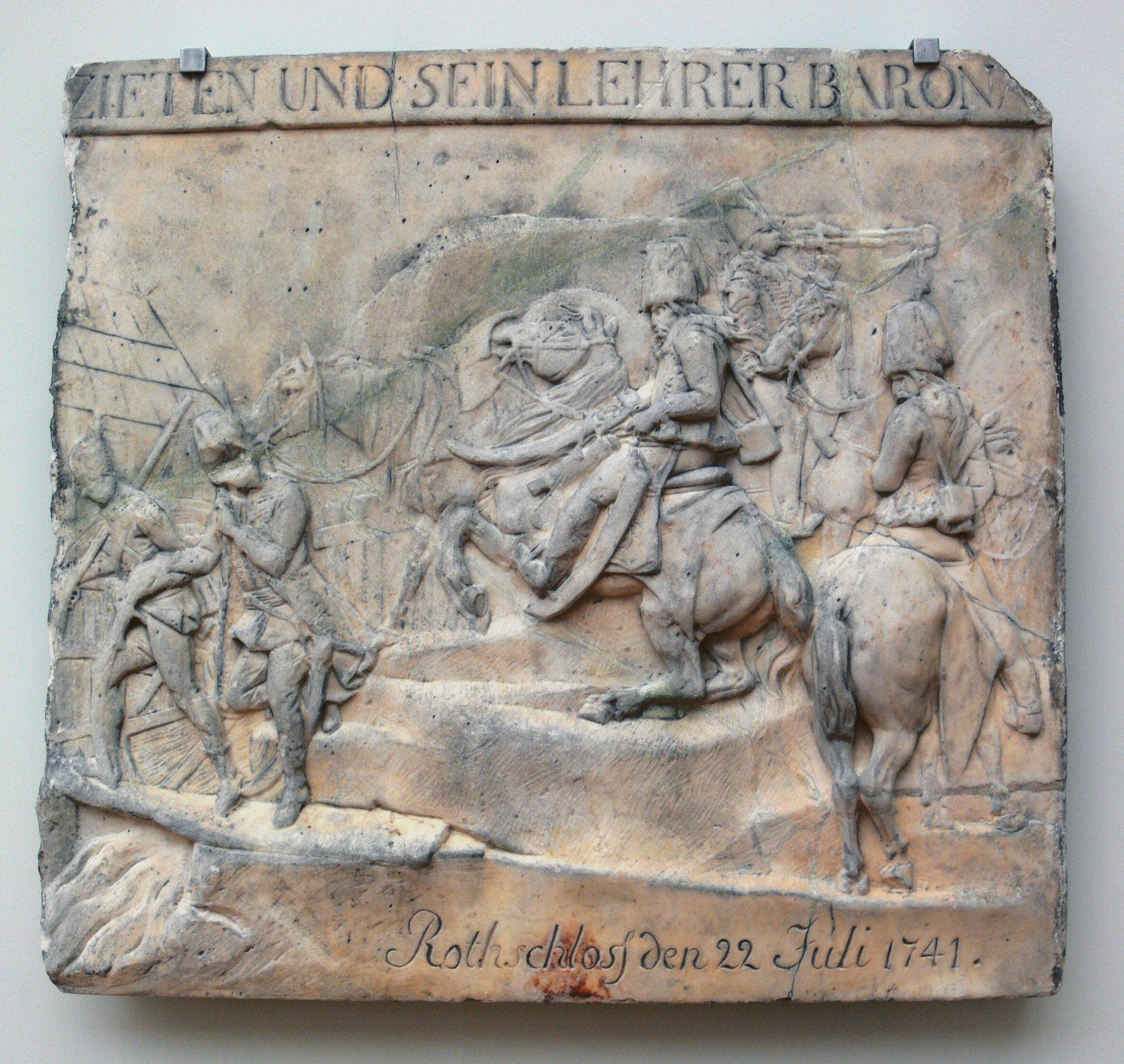
Scena z I wojny śląskiej: Hans Zieten i von Baronay pod wsią Białobrzezie. Relief z pomnika Zietena; Berlin